# Kasteel van Stuyvenberg

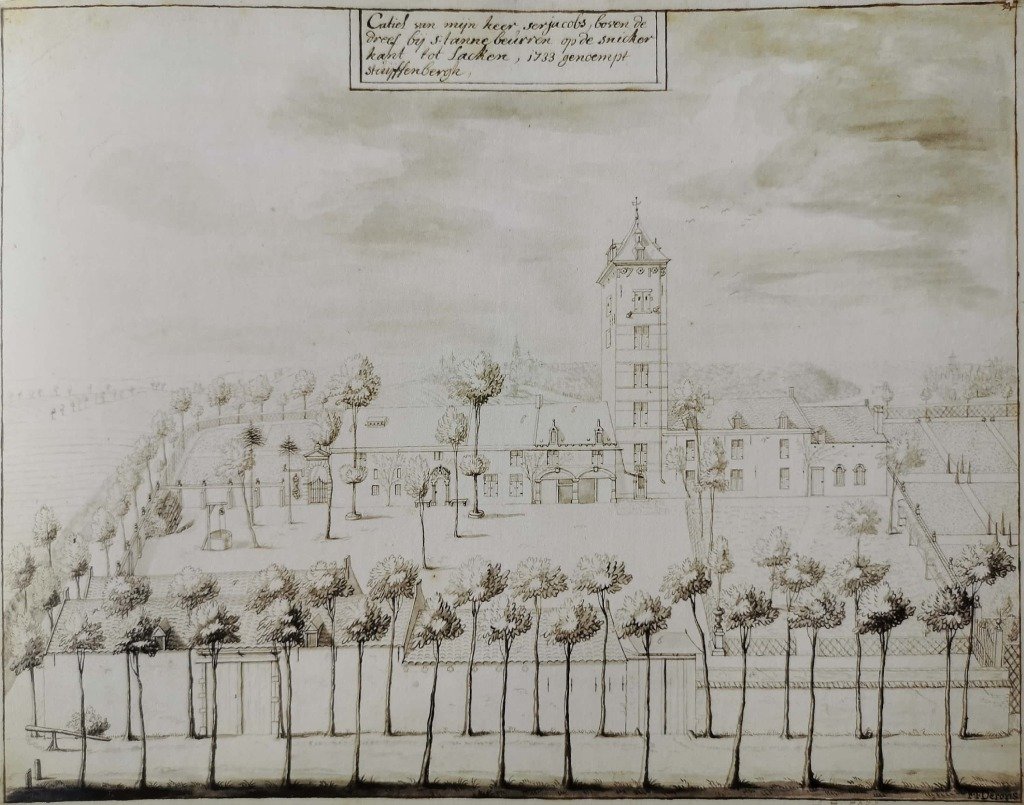
Stuijffenbergh afgebeeld door Derons kort na de verbouwing (1733)

Het Kasteel van Stuyvenberg (Frans: Château du Stuyvenberg) is een van de koninklijke residenties in de Belgische plaats Laken, in de hoofdstad Brussel. Het bevindt zich nabij het Park van Laken en behoort tot de Koninklijke Schenking. Sinds 2017 wordt het op de privémarkt verhuurd.

## Beschrijving
Op het domein ligt een 19e-eeuwse villa en een oudere kasteelhoeve met een vierkante toren. De grote tuin maakte ooit deel uit van het Kasteel van Laken.

## Geschiedenis

### Oorsprong als kasteelhoeve
Oorspronkelijk was Stuyvenberg een kasteelhoeve die in de 16e eeuw toebehoorde aan de beroemde bouwmeester Lodewijk van Bodegem. Dit gebouw langs de huidige Abelenlaan werd begin 18e eeuw verbouwd door Jacomo Joseph Sire Jacob. Hij liet een vijf verdiepingen hoge toren optrekken, waarop het jaartal 1713 te lezen is. De volgende eigenaar was zijn enige dochter Marie-Anne, getrouwd met Jérôme-Balthasar, burggraaf de Roest d'Alkemade. In 1796 kwam Stuyvenberg bij erfenis in de handen van François-Charles-Joseph De Leeu de Moorsele, zoon van Marie-Françoise Sirejacob. Diens kleinzoon, François-Charles, baron de Wolff de Moorsele, verkocht het op 8 november 1829 aan Julien Deby, de latere burgemeester van Laken. Deby verwierf nog extra grond en verkocht het bijna 20 ha grote domein in 1840 voor 131.450 frank aan de Belgische Staat. Veertig jaar later kwam het via een ruiloperatie in handen van koning Leopold II, die er in 1890 grote verbouwingswerken liet uitvoeren door zijn architect Elie Lainé.

### Villa van Arcadie Claret
Ondertussen had Julien Deby in 1849 op een aangrenzend perceel de Villa Stelenbosch laten bouwen. Met financiële en politieke steun van koning Leopold I werd deze villa in 1851 aangekocht door zijn minnares Arcadie Claret voor de som van 80.000 frank. Hij kwam bekend te staan als de Villa Meyer of Campagne Meyer, naar haar officiële echtgenoot. Ze bleef er met haar kinderen wonen tot de dood van de koning in het jaar 1865. Hun tweede zoon Arthur von Eppinghoven werd er geboren. Het gebouw werd uitgebreid zodat ook de moeder, zussen en broers van Arcadie er konden wonen. Na de dood van de koning behield Arcadie het kasteel tot 1889, jaar waarin Leopold II het via een stroman wist te verwerven.

### Het samengevoegde domein
Leopold II liet heel wat werken uitvoeren aan de villa door zijn architect Alphonse Balat en voegde het domein samen met de kasteelhoeve Stuyvenberg die hij in 1880 had verworven. In 1900 behoorde het geheel tot de eigendommen die in de Koninklijke Schenking werden ondergebracht.
Onder koning Albert I werd Stuyvenberg grondig aangepakt met het oog op bewoning door prins Leopold en prinses Astrid. Architect Maurice Heyninx stelde vast dat het gebouw op zand was gebouwd, zodat de kosten hoog opliepen.
Op kasteel Stuyvenberg zijn de prinsen en latere koningen Boudewijn en Albert II geboren. Het was immers sinds 1930 tot aan de dood van Astrid de woonplaats van haar en haar man, Leopold III.
Na de Tweede Wereldoorlog nam koningin Elisabeth, de weduwe van koning Albert I, er haar intrek tot aan haar dood in 1965.
Nadien werd het kasteel in gebruik genomen door de Belgische Staat als residentie voor buitenlandse staatshoofden en andere hoge gasten.
Later ging het gezin van prinses Astrid en prins Lorenz er wonen.
Koningin Fabiola verhuisde naar het kasteel in 1998, vijf jaar na de dood van koning Boudewijn. Ze overleed er op 5 december 2014.
Vervolgens stond Stuyvenberg drie jaar leeg, tot de Koninklijke Schenking het in 2017 verhuurde aan het ondernemerskoppel Marnix Galle en Michèle Sioen.